# Ataques rusos contra infraestructuras ucranianas
Los ataques rusos contra infraestructuras ucranianas son oleadas de ataques con misiles y drones contra infraestructuras energéticas de Ucrania, como parte de su invasión de la invasión rusa de Ucrania de 2022. Estos ataques tuvieron como objetivos las áreas civiles más allá del campo de batalla, concentrándose particularmente en las infraestructuras críticas, lo que se considera un crimen de guerra. 
Unos de los ataques más notables fueron entre los días 10-12, 21-22 y 31 de octubre de 2022. El 10 de octubre de 2022, Rusia atacó la red eléctrica de toda Ucrania, incluida Kiev, con una oleada de 84 misiles de crucero y 24 drones suicidas . Los objetivos eran en su mayoría áreas civiles e infraestructura energética crítica, con explosiones reportadas en docenas de ciudades, incluida Kiev, donde no se había producido ningún ataque ocurrido desde junio de 2022. El 15 de noviembre de 2022 comenzaron nuevas oleadas de ataques con misiles. A fines de noviembre de 2022, el primer ministro ucraniano Denys Shmyhal declaró que casi la mitad de los sistemas de energía del país habían sido destruidos, dejando a millones de ucranianos sin energía. A mediados de diciembre, Rusia había disparado más de 1.000 misiles y drones contra la red energética de Ucrania.
Según la Dirección General de Inteligencia de Ucrania, las tropas rusas recibieron órdenes del Gobierno ruso de prepararse para ataques masivos con misiles contra la infraestructura civil ucraniana los días 2 y 3 de octubre.
Los ataques metódicos a centrales eléctricas y nodos eléctricos impusieron grandes costos económicos y prácticos en Ucrania.
Los ataques fueron condenados internacionalmente, la Comisión Europea los describió como «bárbaros» y el secretario general de la OTAN, Jens Stoltenberg, los describió como "horribles e indiscriminados". Volodímir Zelenski, presidente de Ucrania, calificó los ataques de «maldad absoluta» y «terrorismo». A raíz de los ataques, los países de la OTAN proporcionaron nuevos sistemas de defensa antimisiles a Ucrania.

## Contexto
En las primeras semanas de la guerra y aparte de los frentes puramente militares, Rusia bombardeó tanto las infraestructuras de información como las instalaciones de combustible. Durante los meses siguientes, Rusia siguió atacando las infraestructuras ucranianas, como los ferrocarriles, los depósitos de combustible y los puentes, todo ello con el fin de obstaculizar el envío de armas al frente. Esos esfuerzos de interrupción se mitigaron mediante la restauración de servicios y alternativas descentralizadas, como los servicios de internet por satélite de Starlink.

## Primera ola (10 a 12 de octubre)
A partir del 10 de octubre, a las 11:00 a. m., once importantes instalaciones de infraestructura en ocho regiones y la ciudad de Kiev resultaron dañadas como resultado de los ataques. Según el ministro de Energía de Ucrania, German Galushchenko, alrededor del 30 % de la infraestructura energética de Ucrania se vio afectada por los ataques con misiles.. Ukrenergo informó que las interrupciones del suministro eléctrico eran posibles en algunas ciudades y pueblos del país.
Más de 83 misiles, así como diecisiete vehículos aéreos de combate no tripulados suicidas Shahed 136 de fabricación iraní, lanzados desde el territorio de Bielorrusia, participaron en los ataques. Rusia utilizó misiles Kh-101, Kh-555, Kalibr e Iskander, y los sistemas de misiles S-300 y Tornado. Ucrania afirma que derribó 43 de los misiles disparados por Rusia, de un total de 83, según la viceministra de defensa Hanna Maliar. Los misiles fueron lanzados en varias oleadas desde el Mar Negro y el Mar Caspio por aviones Tu-95M y Tu-22M3.
Los misiles alcanzaron al menos catorce regiones de Ucrania, la más afectada de las cuales fue Kiev, la capital de Ucrania. Se informaron explosiones en Leópolis, Ternópil y Yitomir en el oeste de Ucrania; Kiev, Dnipró y Kremenchuk en el centro de Ucrania; Zaporiyia en el sur de Ucrania y Járkov en el este de Ucrania. El presidente ruso, Vladímir Putin, dijo que los ataques estaban dirigidos a infraestructura energética clave e instalaciones de mando militar, pero que los misiles también alcanzaron áreas civiles, incluida una universidad y un parque infantil en el centro de Kiev.

### Ciudades importantes
Kiev
El 10 de octubre a las 8:00 a. m. hora local, se produjeron varias explosiones en los raiones de Shevchenkivskyi y Solomianskyi de Kiev. Así lo anunció el alcalde de la capital Vitali Klichkó. Según Anton Herashchenko, asesor del jefe del Ministerio del Interior, uno de los cohetes en Kiev cayó cerca del monumento a Mijailo Hrushevski en la calle Volodymyrskaya. Un misil golpeó el puente de cristal de Kiev a las 8:18 hora local.
La onda expansiva dañó el edificio y el techo de la estación central Kiev-Passenger, pero la estación siguió funcionando.
Se detuvo la línea roja del metro de Kiev y también se cerró el nodo de intercambio Teatralna-Golden Gate. Todas las estaciones siguieron funcionando como refugios antiaéreos. El humo se elevó sobre el CHP-6 en Kiev.
Siete personas murieron y 49 resultaron heridas en Kiev. Las áreas alcanzadas por los misiles incluyeron un parque infantil cercano. Se produjeron incendios en seis automóviles y más de 15 automóviles resultaron dañados.
Los trenes subterráneos dejaron de funcionar y los túneles subterráneos del metro de Kiev se convirtieron en los refugios de los ciudadanos.
Los ataques dañaron edificios culturales y educativos de Ucrania, incluida la Universidad de Kiev, el museo Khanenko, el museo Nacional Taras Shevchenko y otros museos.

Leópolis
Como resultado de los ataques con cohetes en las instalaciones de energía de Leópolis, la ciudad sufrió un apagón. El agua caliente también dejó de funcionar en los edificios de apartamentos.

Járkov
En la mañana del 10 de octubre, se registraron no menos de tres huelgas en las instalaciones de infraestructura energética de Járkov. En algunas zonas se cortaron el agua y la electricidad.

Odesa
Según el gobernador de Odesa, Maksym Marchenko, las fuerzas de defensa aérea derribaron tres misiles y cinco drones kamikaze en la óblast de Odesa.

Dnipró
En el centro de la ciudad de Dnipró se encontraron los cuerpos de personas muertas en un sitio industrial en las afueras de la ciudad, con ventanas en el área reventadas y vidrios esparcidos en la calle.

Zaporiyia
En la ciudad de Zaporiyia, se destruyó un bloque de apartamentos y se dañó un jardín de infancia. Se informó que cinco personas murieron y ocho resultaron heridas en la óblast de Zaporiyia.

### Otras regiones
Se llevaron a cabo ataques en Jmelnitsky y Yitomir, así como en las óblasts de Ivano-Frankivsk, Ternópil, Sumy y Poltava. Los suministros de agua y electricidad se interrumpieron en Poltava y hubo apagones en la región.

### Impacto sobre propiedades de empresas extranjeras y Estados
Sede de Samsung en Ucrania
Samsung Electronics confirmó que su sede en Ucrania sufrió daños menores tras el ataque. Un misil explotó cerca de las oficinas de la Torre 101, en la calle Lva Tolstoho. No hubo bajas entre el personal.
Representación diplomática de Alemania

El consulado de Alemania en Kiev también resultó dañado por un misil ruso, aunque no había funcionarios presentes, ya que el edificio diplomático había estado desocupado durante meses.
Violación del espacio aéreo moldavo
Nicu Popescu, ministro de Relaciones Exteriores e Integración Europea de Moldavia, anunció que tres misiles rusos lanzados el 10 de octubre desde el Mar Negro y dirigidos a Ucrania atravesaron el espacio aéreo moldavo. Condenó este evento en los «términos más enérgicos posibles» y lo calificó de violación del derecho internacional. Popescu también agregó que el embajador ruso en Moldavia, Oleg Vasnetsov, había sido convocado para dar explicaciones.

## Segunda ola (21 a 22 de octubre)
Los días 17 y 18 de octubre se llevaron a cabo más ataques contra la infraestructura ucraniana y el 22 de octubre, Rusia lanzó una segunda serie de ataques «masivos» contra la infraestructura energética. El comando de la Fuerza Aérea de Ucrania dijo que se habían lanzado 33 misiles de crucero, de los cuales 18 habían sido derribados por las defensas aéreas ucranianas. Ukrenergo, la compañía eléctrica estatal, dijo que «la escala del daño es comparable o puede superar las consecuencias del ataque del 10 al 12 de octubre». Las explosiones cortaron la electricidad a 1,5 millones de ucranianos. Los ataques con misiles del 26 de octubre redujeron aún más la capacidad energética del país, con el efecto de extender los períodos de apagón en Kiev, Yitomir y Chensky, y las zonas del norte de Chernígov.

## Tercera ola (31 de octubre)
Un ataque masivo con misiles golpeó la infraestructura eléctrica de Ucrania el 31 de octubre. Dejó a alrededor del 80 % de los residentes de Kiev sin agua corriente.

### Accidente de misil ruso en Moldavia
Un misil ruso, derribado por los sistemas de defensa aérea ucranianos, se estrelló contra Naslavcea, un pueblo de Moldavia. No se reportaron víctimas, pero se rompieron las ventanas de varias casas residenciales. Las autoridades moldavas condenaron enérgicamente la nueva oleada de ataques.

## Cuarta ola (15 de noviembre)
El 15 de noviembre de 2022, el ejército ruso llevó a cabo un bombardeo masivo de la infraestructura crítica de Ucrania que, en términos de la cantidad de cohetes disparados, alrededor de 100, superó el bombardeo del 10 de octubre con 84 cohetes y se convirtió en el más grande desde la comienzo de la invasión. Según Zelenski, al menos 70 misiles y 10 drones fueron derribados por el sistema de defensa aérea de Ucrania.
Los misiles Kh-101 y Kh-555 fueron disparados desde bombarderos estratégicos Tupolev Tu-95 y Tupolev Tu-160 desde el Mar Caspio y el óblast de Rostov. Se dispararon misiles 3M-54 Kalibr desde el Mar Negro.
A diferencia del bombardeo del 10 de octubre, esta vez las tropas ucranianas tenían en su arsenal los sistemas de defensa aérea IRIS-T SLM y NASAMS.
Al menos diecisiete regiones del país fueron bombardeadas. En las regiones de Poltava, Zaporiyia, Jersón, Odesa, Nicolaiev, Dnipropetrovsk y Járkov, el ataque aéreo duró más de 5 horas y media.
Según la Fuerza Aérea de Ucrania, unos 77 de los 96 misiles rusos fueron derribados. Un funcionario del Pentágono afirma que el plan ruso es agotar las defensas aéreas de Ucrania. En una etapa, unos 50 misiles estaban en combate «en cuestión de minutos» cerca de la frontera polaca.

### Accidente de misil en Polonia
Durante el ataque, un misil golpeó el territorio de Polonia en el pueblo de Przewodów, cerca de la frontera con Ucrania, matando a dos civiles en una secadora de granos. Al menos 50 misiles estaban en el aire en ese momento. Según un portavoz de la Fuerza Aérea de Ucrania. Unos 20 misiles rusos, 15 fueron derribados y 5 dieron en el blanco. Ucrania dispara dos misiles interceptores a cada misil ruso entrante. El portavoz, Yuriy Ignat, dijo durante una entrevista: «así que podemos suponer que se lanzaron al menos 30 misiles desde nuestro lado». Esta fue la primera vez que un misil impactó en territorio de la OTAN durante la invasión rusa de Ucrania. Se determinó que el misil probablemente fue disparado por Ucrania como parte de su sistema de defensa aérea en respuesta a los ataques con misiles en curso, aunque una investigación por parte de Polonia y la OTAN está en curso.

## Quinta ola (17 de noviembre)
Rusia lanzó una nueva serie de ataques con misiles en la mañana del 17 de noviembre de 2022, contra las instalaciones de producción de gas de Ucrania y la planta de misiles PA Pivdenmash en Dnipró. También se escucharon explosiones en Kiev, Odesa, Zaporiyia y Járkov.

## Sexta ola (23 de noviembre)
Rusia lanzó aproximadamente 70 misiles el 23 de noviembre de 2022. Al menos seis personas murieron en los ataques. De los 70 misiles lanzados, según afirma Ucrania, 51 fueron interceptados por las defensas aéreas, incluidos 21 de los 31 misiles dirigidos a Kiev. Los misiles apuntaron a infraestructura civil, incluidos bloques de apartamentos, hospitales e infraestructura energética. Un misil que alcanzó la sala de maternidad de un hospital en Vilniansk mató a un bebé recién nacido.
Debido a los ataques en la infraestructura energética de Ucrania, más de la mitad de Moldavia se quedó sin electricidad. Los apagones no fueron causados por ataques directos sino por el corte de una conexión a la red eléctrica europea.

## Reacciones

### Organizaciones internacionales

#### Naciones Unidas
El secretario general de la ONU, António Guterres, estaba "profundamente consternado" por los ataques con misiles a gran escala, dijo su portavoz.

#### Unión Europea
Ursula von der Leyen, presidenta de la Comisión Europea, prometió que la Unión Europea estaría junto a Ucrania "tanto como sea necesario", hablando en un mensaje de video junto al primer ministro de Estonia, Kaja Kallas, cerca de la frontera este de la UE con Rusia. El presidente de Francia, Macron, anunció el 12 de octubre que los sistemas de defensa aérea se entregarían a Ucrania en las próximas semanas debido a los ataques. Dijo que la guerra había entrado en "una etapa sin precedentes". Alemania anunció el 10 de octubre que aceleraría la entrega de cuatro de sus sistemas de defensa aérea IRIS-T SLM. El ministro de Defensa de los Países Bajos, Kasja Ollongren, escribió en una carta al parlamento el 12 de octubre que los ataques «... solo pueden responderse con un apoyo implacable a Ucrania y su gente». Anunció 15 millones de euros en misiles de defensa aérea para Ucrania en respuesta a los ataques rusos.
Siguiendo una iniciativa alemana, quince países europeos anunciaron, el 13 de octubre, que adquirirían conjuntamente sistemas de defensa aérea para proteger el continente bajo la nueva Iniciativa Europea Sky Shield.
Tras nuevos ataques a la infraestructura energética de Ucrania el 23 de noviembre, el Parlamento Europeo votó a favor de designar a Rusia como estado patrocinador del terrorismo.

### Estados individuales

#### Estados Unidos
El día después de los ataques, el presidente Joe Biden condenó los ataques y anunció que se enviarían a Ucrania "sistemas avanzados de defensa aérea". El presidente de los Estados Unidos tuvo una llamada telefónica con el presidente de Ucrania, Volodímir Zelenski. El presidente Biden "expresó su condena de los ataques con misiles de Rusia en Ucrania, incluso en Kiev, y transmitió sus condolencias a los seres queridos de los muertos y heridos en estos ataques sin sentido. Se comprometió a seguir proporcionando a Ucrania el apoyo necesario para defenderse, incluso avanzados sistemas de defensa aérea”. La Embajada de los Estados Unidos instó a sus ciudadanos a abandonar Ucrania debido a los bombardeos, que representan una amenaza directa para la población civil y la infraestructura civil.

#### Reino Unido
Reino Unido condenó los ataques y el secretario de Defensa, Ben Wallace, dijo el 13 de octubre que el Reino Unido donaría su avanzado sistema de defensa aérea, AMRAAM, que es capaz de derribar misiles de crucero. Agregó que también se enviarían más drones aéreos y otros 18 cañones de artillería de obús.

#### Ucrania
El presidente ucraniano, Volodímir Zelenski, escribió en Telegram: «Están tratando de destruirnos y borrarnos de la faz de la tierra. Las sirenas de ataque aéreo no disminuyen en toda Ucrania. Hay misiles impactando. Desafortunadamente, hay muertos y heridos».
El titular del Ministerio de Relaciones Exteriores de Ucrania, Dmitró Kuleba, anunció la interrupción inmediata de sus visitas africanas debido a ataques masivos con misiles. Dijo que Vladímir Putin "es un terrorista que habla con misiles", cuya «única táctica es el terror en las ciudades ucranianas pacíficas, pero no destruirá a Ucrania».
El Ministerio de Educación recomendó que todas las escuelas fueran transferidas a educación a distancia antes del 14 de octubre.
En una conversación telefónica, el canciller de Alemania, Olaf Scholz, y Zelenski acordaron convocar una reunión de emergencia del G7.
La revisión muestra que más de 83 misiles y 17 vehículos aéreos no tripulados Shahed de fabricación iraní, lanzados desde el territorio de Bielorrusia, estuvieron involucrados en los ataques. Ucrania afirmó que había derribado 43 de los misiles, incluido un misil de crucero que fue derribado con MANPADS.

#### Rusia
El Ministerio de Defensa de Rusia declaró que está satisfecho con los ataques masivos con cohetes contra Ucrania y afirmó que todos los objetivos, incluidos los objetos militares y energéticos, habían sido destruidos.
El presidente ruso, VladÍmir Putin, dijo que los ataques con misiles en Ucrania fueron una represalia por el ataque ucraniano contra el puente que conecta Crimea con Rusia, que calificó de acto de «terrorismo», y agregó que si [los ataques ucranianos] continúan, la respuesta será "grave".
Los propagandistas y funcionarios gubernamentales rusos, como Margarita Simonyan, Tigran Keosayan, Evgeniy Poddubny y Ramzan Kadyrov, dieron la bienvenida a los ataques con misiles en Ucrania, y algunos llamaron a apuntar a las centrales eléctricas antes del invierno. El canal de televisión estatal ruso Russia-1 difundió afirmaciones falsas de que el presidente ucraniano, Volodímir Zelenski, huyó de Ucrania luego de los ataques con misiles. Los expertos rusos también han afirmado falsamente que las fotos y los videos de las víctimas heridas por fragmentos de vidrio de un edificio de gran altura bombardeado fueron escenificados.

### Otros
- Australia: El 11 de octubre, multitudes se reunieron en las ciudades de Melbourne, Sídney, Hobart y la capital, Canberra, para manifestar su apoyo a Ucrania luego de los ataques.[115]
- Moldavia: Maia Sandu, presidente de Moldavia, condenó los ataques y afirmó que "la brutalidad, el terror y la matanza de civiles inocentes deben cesar de inmediato".[116]
- China: El Ministerio de Relaciones Exteriores de China expresó "la esperanza [de que] la situación se apaciguará pronto", dijo un portavoz durante una conferencia de prensa.[117]
- India: El Ministerio de Asuntos Exteriores de la India emitió un comunicado expresando su profunda preocupación por "la última escalada del conflicto en Ucrania, incluidos los ataques contra la infraestructura y las muertes de civiles". También pidieron un "cese inmediato de hostilidades y un retorno urgente a la vía de la diplomacia y el diálogo".[118]
- Israel: Yair Lapid, el primer ministro de Israel, "condenó enérgicamente" los ataques rusos contra civiles.[119][120]
- Turquía: El ministro de Relaciones Exteriores de Turquía, Mevlüt Çavuşoğlu, habló por teléfono con su homólogo ucraniano. Condenó enérgicamente los ataques rusos y afirmó que Turquía continuará apoyando a Ucrania. Los ministros también coordinaron esfuerzos para movilizar una respuesta decidida dentro de la Asamblea General de las Naciones Unidas.[121]